# Francisca Brandon
Francisca Brandon (em inglês: Frances; Hatfield, 16 de julho de 1517 - Londres, 20 de novembro de 1559) foi a filha primogênita de Maria Tudor, e de seu segundo marido Carlos Brandon, 1.º Duque de Suffolk. Ela foi mãe de Lady Joana Grey, de fato rainha da Inglaterra e Irlanda de 10 de julho a 19 de julho de 1553, bem como Lady Catarina Grey e Lady Maria Grey. O primeiro marido da mãe de Francisca foi o rei Luís XII de França.

## Biografia
Francisca casou-se em Londres, na capela de sua casa em Southwark em 1534 com Henrique Grey, 1.º Duque de Suffolk, que era então marquês de Dorset. O casal adquiriu o Ducado de Suffolk após a morte dos irmãos mais velhos dela.                                                               

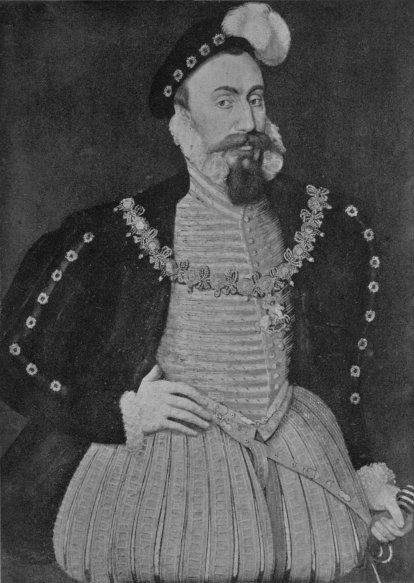
Possível retrato do marido de Francisca Brandon, Henrique Grey, 1.º Duque de Suffolk.

Em 1530 tomou posse de Bradgate, mansão que juntava as amenidades de um pavilhão de caça com os confortos de uma vila privadaonde nasceram as suas filhas. Entretanto, o Marquês de Dorset ganhara ambição, sem estabilidade de propósito, por sua vida incerta na corte e nas guerras com a França, intrigas em busca de favores. Compatira por riqueza e posição com sucesso apenas moderado. Era a época de homens novos, mas ele pertencia à velha aristocracia, pois o avô, o primeiro marquês, era filho de Isabel Woodville, enteado de Eduardo IV, avô materno de Henrique VIII.
Francisca e Henrique Grey ficaram casados dois anos, nascendo um filho, morto com poucos meses, e uma filha, com idêntico destino. Joana Grey nasceu no mesmo ano e mês – outubro de 1537 – em que nasceu Eduardo VI, filho do rei Henrique VIII e sua terceira esposa, Joana Seymour. Os Dorsets tinham planos para Joana. Eduardo VI, que sucederia o pai em 1547 aos nove anos, era considerado o único herdeiro legal pois as meia-irmãs tinham sido declaradas ilegítimas. O rei fizera o Parlamento passar um Ato que lhe permitia deixar a coroa por testamento, e, se quisesse, afastar as filhas. O que não fez: no testamento, deixou a coroa para Eduardo, Maria e Isabel, nessa ordem. Se nenhum deles tivesse herdeiros, a sucessão caberia a Francisca Dorset e seus filhos, e depois a sua irmã Leonor Brandon, e seus filhos.
Após a morte de Eduardo VI e o breve reinado de Joana Grey, Brandon foi perdoada e casou, em 1554, com Adriano Stokes. Ela está enterrada na Abadia de Westminster.

## Descendência
- 1 - Gêmeos, n. e m. 1537.
- 2 - Joana Grey ( Bragate, Leicestershire , Outubro de 1537-12 de fevereiro de 1554), Rainha de Inglaterra por nove dias e decapitada na Torre, sepultada Capela Real da Torre).
- 3 - Maria Grey (1545-20 de abril de 1578). Casou em 1564 com Tomás Keyes (morto em 1571).
- 4 - Catarina Grey (1540-26 de janeiro de 1568), casou com Henrique Herbert; divorciando-se, casou em 1560 com Eduardo Seymour (1539-1621) Conde de Hertford. E é mãe de Eduardo Seymour, Visconde de Beauchamp